# (21474) Pamelatsai
(21474) Pamelatsai (1998 HO99) – planetoida z pasa głównego asteroid okrążająca Słońce w ciągu 3,67 lat w średniej odległości 2,38 j.a. Odkryta 21 kwietnia 1998 roku.